# Cobra-coral-aquática
Micrurus surinamensis (a cobra-coral-aquática) é uma espécie semiaquática de cobra-coral (género Micrurus), que pode ser encontrada no Brasil, na Bolívia, na Colômbia, no Equador, na Guiana, na Guiana Francesa, no Peru e no Suriname. No Brasil, ocorre nos estados do Acre, Amapá, Amazonas, Goiás, Maranhão, Mato Grosso Pará, Pernambuco, Rondônia, Roraima e Tocantins. Esta cobra pode  atingir um comprimento de um metro. Tem a cabeça vermelha, bordejada de preto. Possui anéis pretos que são mais largos que os restantes. É ovípara e venenosa. A espécie de cobra Micrurus nattereri antes era tida como uma subespécie desta, porém em 2005 foi promovida a espécie.